# 后稷 (人物)

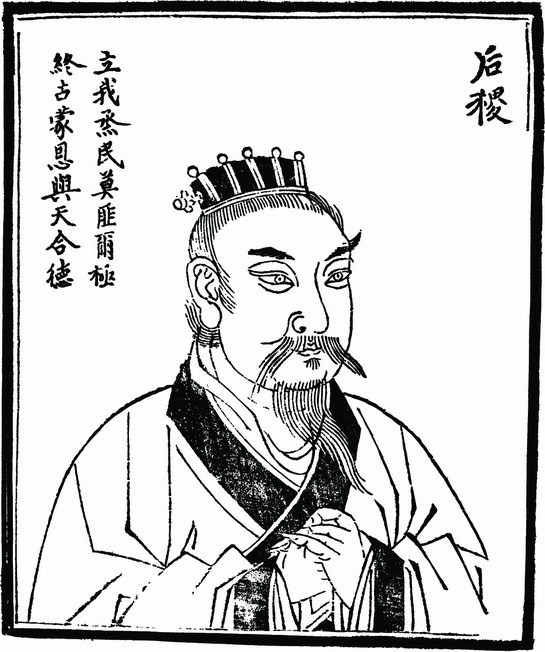
后稷画像

棄（？—？），姬姓，名棄，又称后稷，出生于稷山（今山西省运城市稷山县）。周的始祖。堯使居稷官，因教民稼穡有功，封於邰，號曰后稷。
史籍记载，傳說棄善于种植各种粮食作物。帝舜时，黎民百姓缺粮。帝命令棄播种百谷。棄教民耕种，被认为是开始种稷和麦的人，號曰后稷，並被赐姓姬。后稷是姬姓、周人、周朝的始祖，又稱周棄。周人崇后稷为祖靈、稷神，以郊礼祭祀。後人称后稷为农稷帝君、稷王、稷神或农稷神。
传说有邰氏之女姜嫄踏巨人脚迹，怀孕而生，因一度被弃，所以他叫“弃”。相传稷王曾于县境南陲的中条山中教民稼穑，后称此山为稷王山，属晋，汉为河东郡闻喜县地，北魏太和十一年置高凉县，遂于隋开皇十八年改高凉县为稷山县。

## 生平
《诗经·大雅·生民》讲述了周部落关于天生后稷的起源神话。诗中载周人的始祖母有邰氏之女姜嫄（一作姜原）为帝喾高辛氏的正妃，本来无子，于是她祭祀上帝求子，爾后她在野外踏到了上帝脚印的大指处，感到喜悦，不久便怀上了后稷。怀胎满月後顺利分娩，证明上帝接受了姜嫄的祭祀。生后不久，后稷被放置在狭隘的巷道上，受到了路过的牲畜的保育养护；又被放在森林之中，得到了樵夫的照料；最后被置于冻实的河冰面上，又有飞鸟用双翅覆盖掩护他。这些都说明后稷得到了上帝神灵的保佑:115。后人不解后稷为何三次被母弃置于外，造出姜嫄“生子以为不详弃之”的解释，故而后稷得名“弃”。“弃”之名最早出现于《国语》、《礼记》和《左传》，这个误解当在春秋战国已经形成:24。胡承珙、顾颉刚等引用《左传·襄公二十六年》关于宋平公夫人的初生女“以异见弃”所以被弃于堤下的记述，认为战国时人可能据此拘牵《生民》的神话故事，给后稷赋名“弃”:21—23。《史记·周本纪》亦有类似记载，姜嫄弃子后又感其神奇，遂养育成人，然因初欲弃之，故而名为“弃”。
后稷长到能够爬行时就会自己寻觅食物。幼年时便有伟人的高远志向，他玩游戏时，喜欢种植大豆、小米、麻、麦、小瓜等，种出来的庄稼都长得很茂盛。到弃长大成人后，喜欢耕田做农事，观察什么样的土地适宜种什么，发现适宜种庄稼的地方就在那里种植和收获，民众都来向他学习。如此他在母亲有邰氏成家立业。司馬遷的《史记·周本纪》根据《尚书·尧典》及《尚书·皋陶谟》篇载“后稷之兴，在陶唐、虞、夏之际”。帝尧闻知弃懂得稼穑之道，便举用他为“农师”。帝舜时，黎民百姓缺粮，帝命令他播种百谷，并封他于邰（相传今陕西省咸阳市武功县西南:18），号曰“后稷”，另外赐姓姬氏。后稷弃死后，传位于子不窋（讹作不窟）。

## 記載
《国语·鲁语上》载“夏之兴也，周弃继之，故祀以为稷。”《礼记·祭法》则载“夏之衰也”。《左传·昭公二十九年》“周弃亦为稷，自商以来祀之。”对比之下，后稷弃作为商代或夏衰商兴之际的人物更合乎情理，“‘兴’当‘衰’字之误”:16。倘若后稷是唐虞夏时期的人物，其后有记载的先公只有十五世，且一世一人，然而后稷弃至文王昌十五世先公跨越唐虞夏商千二百余年、三十余世。唐·孔颖达指出，“稷至文王为十五世，计虞及夏殷周有千二百岁，每世在位皆八十许年，乃可充其数耳。命之短长，古今一也。而使十五世君在位皆八十许载，子必将老始生，不近人情之甚。以理推之，实难据信。”后世史学家对此矛盾提出了多种解释，但因年代久远且史籍文献匮乏，大多为推揣臆测，暂时没有可靠依据:425。根据《国语·鲁语上》的记载，“昔烈山氏之有天下也，其子曰柱，能殖百谷百蔬；夏之兴也，周弃继之，故祀以为稷。”韦昭注言，“柱为后稷，自夏以上祀之”，说明在烈山氏时代，柱是位稼穑能人，后人祭祀他为稷神“后稷”，而在周代，“后稷”一词已成为农官称谓:116。杨宽等认为“后稷”原是稷神的称谓，如同西周时称土地之神为“后土”，“后”是对地下神祇的尊称，对应上天的“帝”。“后稷”成为农官之长的名位，乃是后世推崇稷神的缘故:16—17、24。把后稷说成是虞夏时期的农官人物，以及其后代世世承当后稷，实际是后起的远古史传说。又有解释说不窋并非后稷弃之子，《周本纪》载“不窋末年，夏后氏政衰”，谯周说这是“失其代数”的缘故，认为后稷之后有世系脱落的可能:16。汉代《史记·刘敬列传》、《汉书·娄敬传》述，“周之先，自后稷尧封之邰，积德累善十有余世，公刘避桀居豳”，若属实则《史记》所载后稷至公刘四世间应当有十余世。或说“后稷”是虞夏时期的农官名位，周部落的首领世代担任后稷，并非单指一人。《山海经·大荒西经》载“有西周之国，姬姓，食谷。有人方耕，名曰叔均。帝俊生后稷，稷降以百谷。”帝俊生后稷，帝俊源自上古上帝神话，与殷墟卜辞所见之“高祖夋”相同，又解释为帝喾或帝舜。其中所谓“稷降以百谷”便是后稷由天上降下谷物种子的神话故事:18。又载“稷之弟曰台玺，生叔均”，不清是稷之侄或稷之子，然而《山海经·海内经》又称叔均乃稷之孙。
周代禘、郊、祖、宗、报五种祭礼之郊祭的祭祀对象便是后稷。展禽说商代郊祭祭祀商先公冥因其“勤其官而水死”，而“稷勤百谷而山死”。郊祭要求祭祀牲口于国都南郊，《尚书·召诰》载营建东都雒邑时曾“用牲于南郊，牛二。”《史记·殷本纪》引《尚书·汤诰》篇统称大禹、皋陶、后稷为“三公”，评价他们“久劳于外，其有功于民，民乃有安。”《尚书·吕刑》并列伯夷、大禹、后稷为“三后”，评价“三后成功，惟殷于民。”

## 外部連結
- 張祥龍：〈「姜嫄生后稷」中的「缺失」〉 （页面存档备份，存于）（2011）

| 前任： 第一代 | 周部族首領 | 繼任： 不窋 |